# Isoperla bosnica
Isoperla bosnica är en bäcksländeart som beskrevs av Aubert 1964. Isoperla bosnica ingår i släktet Isoperla och familjen rovbäcksländor. Inga underarter finns listade i Catalogue of Life.